# سیستم هشدار نزدیک‌شدن موشک
سیستم هشدار نزدیک‌شدن موشک (انگلیسی: Missile approach warning system) بخشی از بستهٔ اویونیک برخی از هواپیماهای نظامی است. در این سیستم، یک حسگر، موشک‌های مهاجم را تشخیص می‌دهد، سپس هشدار خودکار آن به خلبان دستور می‌دهد تا مانور دفاعی انجام دهد و اقدامات متقابل موجود را برای مختل کردن ردیابی موشک به کار گیرد.
سامانه‌های موشکی سطح به هوای هدایت‌شونده (سام) در طول جنگ جهانی دوم توسعه یافتند و در دههٔ ۱۹۵۰ مورد استفاده قرار گرفت. در پاسخ، اقدامات متقابل الکترونیکی و تاکتیک‌های پروازی برای غلبه بر آنها توسعه یافتند. این سامانه‌ها در صورت ارائه هشدار تهدید قابل اعتماد و به موقع، کاملاً موفق بودند.